# Hieracium debile
Hieracium debile là một loài thực vật thuộc họ Cúc. Loài này chỉ được tìm thấy ở Ecuador.